# 대한장애인게이트볼연맹
대한장애인게이트볼연맹(大韓障礙人게이트볼聯盟, Korea Disabled Gateball Federation, KDGF)은 대한민국의 장애인 게이트볼을 관할하는 스포츠 행정 기구이다.

## 같이 보기
- 대한게이트볼협회